# 101 Reykjavík (film)
A 101 Reykjavík (kiejtéseⓘ) egy 2000-ben bemutatott izlandi filmvígjáték, Baltasar Kormákur első rendezése. A forgatókönyv Hallgrímur Helgason azonos című regényén alapul, amely 2015-ben jelent meg magyar fordításban. A cím utalás Reykjavík belvárosának Miðborg nevű kerületének irányítószámára, ahol a cselekmény nagyobb része is játszódik. Zenéjét Einar Örn Benediktsson és Damon Albarn szerezte, ami filmzenealbumon is megjelent. 
2000. június 1-jén mutatták be Izlandon és 2002. július 4-én Magyarországon. 
Kilenc díjat nyert, köztük egyet a 2000-es Torontói Nemzetközi Filmfesztiválon Felfedezett szekcióban.

## Cselekmény
A 30 éves Hlynur Björn Hafsteinsson még mindig az anyjával él Reykjavíkban. Édesanyja az alkoholista apjától Hlynur 25 éves korában vált el, azóta a bevásárlóközpontban dolgozó anyukája tartja el. Hlynur munkanélküli segélyen tengődve éli beszűkült világát, bármilyen hosszútávú cél nélkül. Van egy nemműködő kapcsolata Hófival, aki szeretne hosszabb távra tervezni Hlynurral, de ő ezt csak akadályozza a gyerekes viselkedésével. Általában csak délután kel fel, mindennapjait a helyi bárokban való ivászattal, internetezéssel és pornófilmek nézésével tölti.

A film elején Hlynur bemutatja saját magát:
Engem Hlynur Björn Hafsteinssonnak hívnak, szombati napon születtem. Ma is épp szombat van. Az élet össz-vissz egy hét, minden héten befalcolok. Ha feldobom a talpam, halott leszek, ahogy halott voltam születésem előtt is. Az élet rövid kirándulás a halál mezsgyéjén.
Az egyik nap Hlynur anyja bejelenti, hogy vendéget vár aznap vacsorára, a flamenco tánctanárját, Lolát.  Vacsora közben Lola arról érdeklődik, hogy Hlynur mihez kezd majd a jövőben, de ő csak annyit válaszol: Semmihez. Lola nem tudja mire venni a választ, ezért tovább kérdezősködik: De milyen az a semmi? Hlynur azt válaszolja rá: Hát, olyan semmilyen, amilyen a semmi.
Később az anyja bejelenti, hogy Lola náluk fogja tölteni a karácsonyt is. Hlynur karácsonyfa-vásárlásból hazatérve meglátja Lolát meztelenül, és vonzalmat kezd érezni. Hlynur és édesanyja minden évben karácsonykor Elsa nővérénél vacsoráznak, készülődés közben csönget be Hófi, hogy ajándékot adjon Hlynurnak, de ezt ő nem viszonozza egyáltalán. Elsáéknál vacsora után a család körbeüli a kanapét, eközben Hlynur az éves "rituálé" iránti gyűlölete miatt elképzeli, hogy levesz a falról egy sörétes puskát, és lelövi a rokonait. Elsa észreveszi Hlynur szótlanságát, de ő a gondolatait azzal leplezi, hogy a kanapé áráról kérdez.
Hlynur anyja elmegy Sígrun nővéréhez szilveszterezni, ezért Hlynur Lolával marad kettesben. Elviszi Lolát bulizni, de időközben elveszti őt. Másnap otthon Lola szobájában kutakodva elkezd hiányérzete támadni Lola iránt. Miután Lola megérkezik, elkezdi ösztönözni Hlynurt, hogy törjön ki megszokott mindennapjaiból, de ő marad az eddigi életénél. A szilveszteri buli után megint hazamennek, elkezdenek vadul szeretkezni. Miután hazajött Hlynur anyukája, magához hívja a fiát, hogy bevalljon valamit, Hlynur azt hiszi, hogy a Lolával való együttléte derült ki, de ehelyett az anyja bevallja, hogy szerelmes Lolába. Hlynur próbálja leplezni zavarodottságát azzal, hogy könnyedén veszi a hírt.
Ezután elmegy a munkaügyi hivatalba, de az ottani dolgozóval való együttműködés helyett a bonyolult kapcsolatát részletezi neki. A hivatalból kiérve egy kávézóban ül, ahol a kapott visszajáró aprót a szembelévő parkolóórákba dobja. A parkolóőr észreveszi ezt és megpróbálja megakadályozni. Közben arra jön Hófi, mialatt Hlynur a parkolóőrrel vitázik, Hófi bevallja Hlynurnak, hogy terhes. Ő ezen teljesen meglepődik, de addigra elviszi egy rendőr. Miután kiengedik, közösen reggelizik az anyjával és Lolával. Lola felelősségre vonja őt, amiért segélyekre támaszkodva éli beszűkült életét, de ő kibújik a felelősség alól. Hlynur elmegy Hófihoz, hogy érdeklődjön a gyerekről, de Lola felelősségteljes viselkedést vár el tőle, amit ő nem mutat.
Hlynurt gyötri a gondolat, hogy az anyja barátnőjével feküdt le, visszaemlékezései vannak, ahogy Lolával szeretkezik, de közben Lola képe az anyjáéra változik. Majd Lolát követi a városban, hogy megkérdőjelezze a szilveszteri szeretkezésük jelentéktelenségét. Lolát egészen hazáig követi, ott az anyja kéri meg Lolát, hogy jelentse be, hogy gyereket várnak. Hlynur még jobban dühös lesz, mert azt hiszi, övé a gyerek. Gúnyosan Lolát faggatja a gyerek apja kilétéről, erre Lola ráveszi Hlynurt, hogy vallja be az anyjának az együttlétüket. Hlynur nem akarja megbántani az anyját, ezért nem mondja el és inkább elköltözik otthonról.

Egyik nap Hlynurt Hófi bátyja megtalálja és megveri, amiért a húgával rosszul bánt. Ezután Hlynur meglátogatja Hófit, hogy a gyerekükről érdeklődjön, de addigra már a megkérdezése nélkül elvette Hófi. Hlynurt rosszul érinti a hír, de kiderül, hogy nem is tőle volt a magzat. Hlynur miután benyit Hófi lakásába, rájön, hogy már Þröstur az új szeretője. Miután Lolát kórházba szállítják, mert megindult a szülés, meglátogatja őket bent. Később, a kisfiú keresztelőjén megjelenik Hlynur, de nem megy be a templomba, hanem az egybegyűlteken végignézve elmegy. Egy hófedte hegyre felmászik, ahol összeesik. A kezében egy búcsúlevelet tart, amiben az áll, hogy tőle van a gyerek. A megtörtént eseményeket Hlynur maga összegzi:
Mind itt vannak, a leszbikus anyám és a piás apám. Akkor én mi vagyok? Egy leszbi és egy alkesz fattya? Mintha két külön madárfajtól származnék, az alkeszmadártól meg a leszbitől. Az alkesz madár nedves égövi faj, nehézkes testalkatú, hosszú nekifutás kell neki a felemelkedéshez. Nagy távolságot tud megtenni és jó az állóképessége. Hetekig tart mire visszatalál a földre. Közben meghúzza magát, és védekező életmódot folytat, különösen a földet érést követő napokban. A leszbi madár az alkesszel ellentétben relatíve új jövevény az izlandi tájon. Feltehetőleg Dániából és Angliából származik, majd meghonosodott. A hímmadárral mindössze a párzás erejéig hajlandó foglalkozni. Újabban megfigyelhető olyan hímegyed, amely teljesen képtelen repülni. Ez a leszbi és az alkesz madár utódja, a Hlynur. Szokatlanul nehezen alkalmazkodó egyed, repülésre képtelen, így első 30 évét anyja alatt tölti. A Hlynur természetéből fakadóan félénk, de ártalmatlan.
Hlynurnak nem jön össze az öngyilkossági terve, mert a hófúvás eláll és felébreszti az eső. Később visszaköltözik a családi házba, ahol Lolával és az édesanyjával együtt nevelik a gyereket. A gyerek fürdetése közben Hlynurt papának nevezi, ezzel őt tekinti az apjának. Végül Hlynur is sikeresen beilleszkedik a társadalomba azzal, hogy talál magának munkát parkolóőrként. Épp munka közben találja meg terhes exbarátnőjét Þrösturral, ahogy egy parkolóhelyre állnak be autójukkal a parkolódíj kifizetése nélkül, ezért Hlynur örömmel kiállítja nekik a bírságot.

## Szereplők
| Karakter                  | Színész                    | Magyar hang         | Megjegyzés                        |
| ------------------------- | -------------------------- | ------------------- | --------------------------------- |
| Hlynur Björn Hafsteinsson | Hilmir Snær Guðnason       | Széles Tamás        | Főszereplő                        |
| Lola Milagros             | Victoria Abril             | Kiss Virág Magdolna | Spanyol flamenco tánctanár        |
| Berglind                  | Hanna María Karlsdóttir    | Menszátor Magdolna  | Hlynur édesanyja, áruházi dolgozó |
| Hófí                      | Þrúður Vilhjálmsdóttir     | Major Melinda       | Hlynur barátnője                  |
| Þröstur                   | Baltasar Kormákur          | Dolmány Attila      | Hlynur barátja                    |
| Marri                     | Ólafur Darri Ólafsson      | Bognár Tamás        | Hlynur barátja                    |
| Hafsteinn                 | Eyvindur Erlendsson        | Rudas István        | Hlynur apja                       |
| Elsa                      | Halldóra Björnsdóttir      | Szőlőskei Tímea     | Hlynur nővére                     |
| Magnús                    | Hilmar Jonsson             | Seder Gábor         | Elsa férje                        |
| Páll                      | Jóhann Sigurðarson         | Kajtár Róbert       | Hófi apja                         |
| Sigurlaug                 | Edda Heidrún Backman       | Csampisz Ildikó     | Páll felesége                     |
| Ellert                    | Guðmundur Ingi Þorvaldsson | Moser Károly        | Hófi bátyja                       |

A magyar szinkron az Active Kommunikációs Kft. stúdiójában készült az Odeon Art Video megbízásából 2003-ban.

## A film készítése

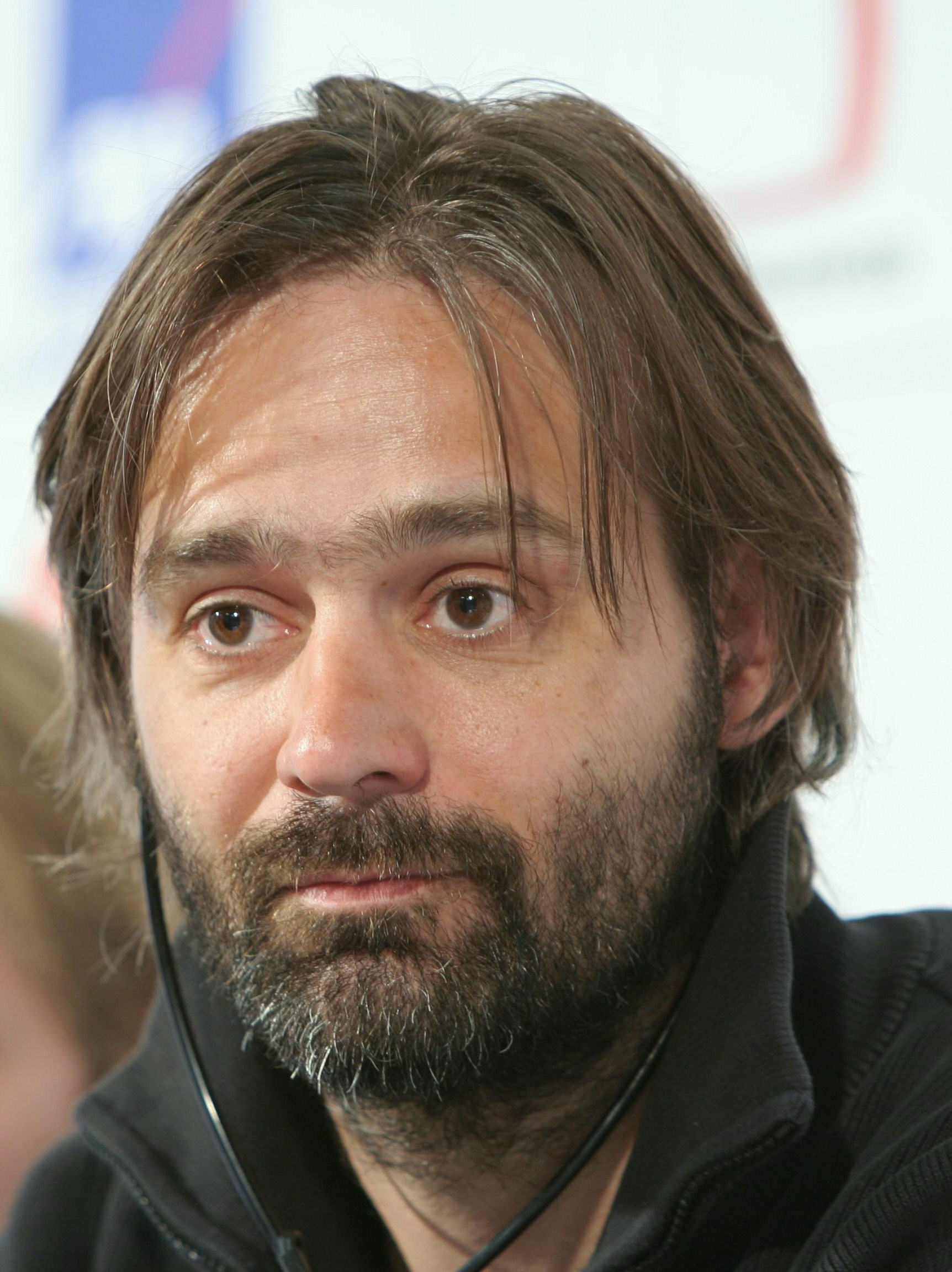
Baltasar Kormákur, a film rendezője és egyik szereplője

### Költségvetés
A film költségvetésének egyik felét filmalapok támogatásából, másik felét önköltségből fedezték. A költségvetésének a 25%-át az Izlandi Filmalap adta, kb. 28 millió izlandi koronát, illetve az Észak-Rajna-Vesztfáliai Filmalapítvány is támogatást nyújtott. Az Eurimages, az Európai Tanács filmalapja 243 918 euróval támogatta a film elkészítését annak a fejében, hogy legalább 3 EU-tagállam részt vesz a filmkészítésben. Később pedig különböző országokban (közöttük Magyarországon) való terjesztését is támogatta. Továbbá jelentkeztek az Északi Filmalap támogatásért, de nem kapták meg.

### Szereplőválogatás
Baltasar Kormákurnak terve volt, hogy Lola szerepére egy külföldi színészt alkalmazzon, de csak később döntött úgy, hogy a spanyol Victoria Abrilt választja, mert úgy gondolta, egy külföldi jelenléte magában felforgat egy kis elzárt közösséget, ami egy olyan többletet ad, ami még a könyvben sem volt.

### Gyártás

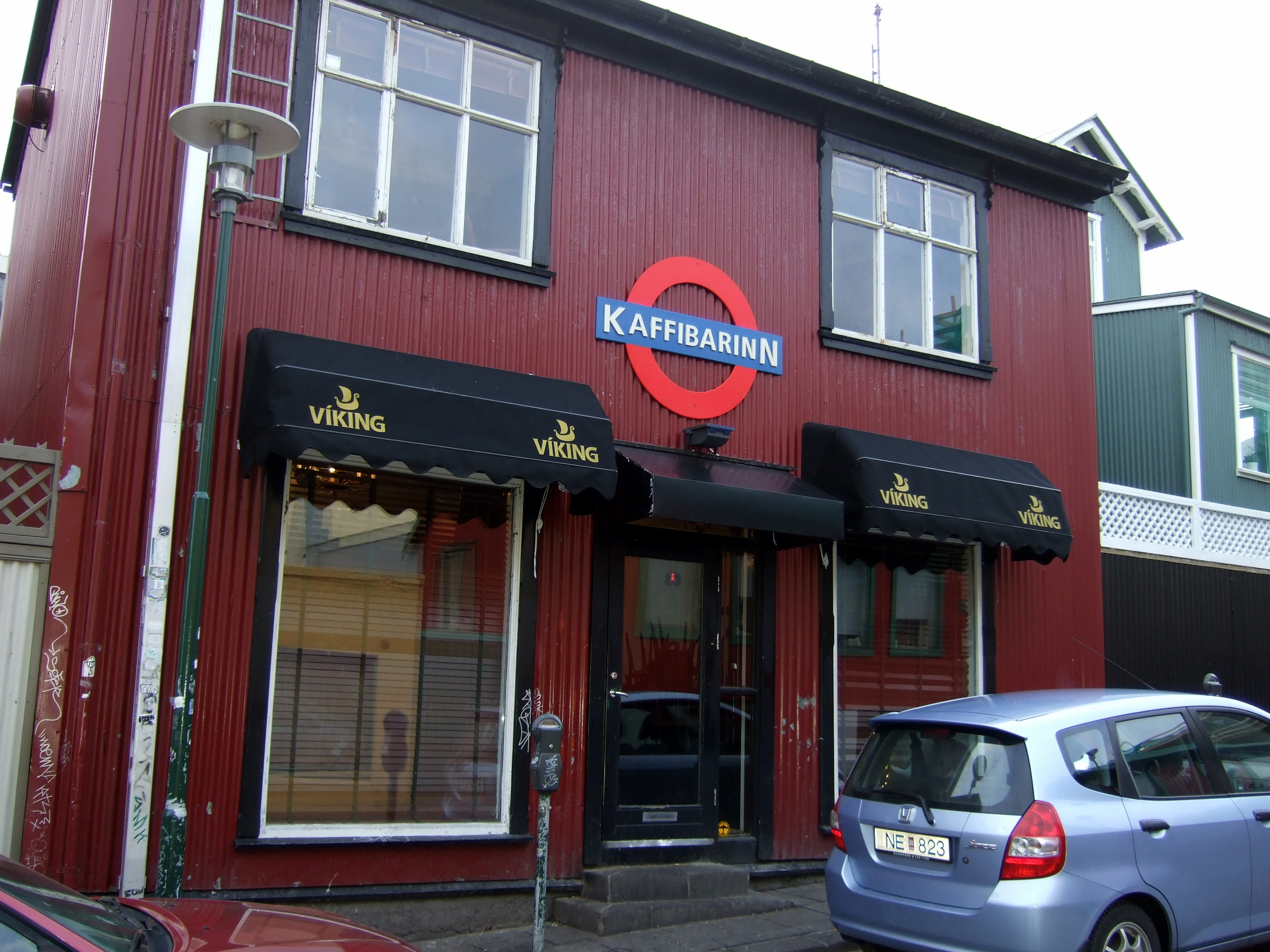
A film egyik visszatérő helyszíne, a Kaffibarinn

A filmet a rendező által alapított Blueeyes Productions (101 ehf. néven) gyártotta a dán Zentropa Entertainments, a francia Liberator Productions, a német Troika Entertainment és a norvég Filmhuset Produksjoner cégek koprodukciójában. A producerek Michael P. Aust, Egil Ødegård, Marianne Slot, Christian Vizi, Peter Aalbæk Jensen voltak. A rendező asszisztensei Þór ómar jónsson  és Lísa Kristjánsdóttir voltak.
A filmben a bárjelenteket a Kaffibarinn nevű helyen forgatták, ami Baltasar Kormákur és Damon Albarn saját bárja volt.

#### Filmzene
A film zenéjét Damon Albarn, a Blur együttes énekese és Einar Örn Benediktsson szerezte, kivéve a Lola című számot, amit Ray Davies, a The Kinks volt tagja írt.  A zenéket összegyűjtve egy filmzenealbumot adott ki CD-n az EMI 2001-ben. Az Allmusic weboldal az albumra 3,5 pontot adott az 5-ből. A Morgunblaðið kritikája szerint a zenék többszöri hallgatás után lettek igazán érdekfeszítőek, de a többségük tökéletesen van megírva.
| 1.      | 101 Reykjavik Theme                                                                          | 3:06 |
| 2.      | 101 Reykjavik Theme Remixed by Emiliana Torrini (remix: Emiliana Torrini, Charlie Vetter)    | 3:48 |
| 3.      | Atlanta - Bath                                                                               | 0:39 |
| 4.      | Journey Club-Frost                                                                           | 3:11 |
| 5.      | Bar Beaten                                                                                   | 0:58 |
| 6.      | Bar Beaten (101 Terror City) Remixed By Curver (remix: Curver)                               | 6:41 |
| 7.      | Flamenco Lola                                                                                | 3:46 |
| 8.      | Shooting Gallery                                                                             | 0:40 |
| 9.      | Suitcase                                                                                     | 1:37 |
| 10.     | Suitcase (101 Hangovers) Remixed By HÖH (remix: Hilmar Örn Hilmarsson)                       | 4:59 |
| 11.     | Bar Hip Hop                                                                                  | 1:47 |
| 12.     | Teapot                                                                                       | 1:25 |
| 13.     | Egill S - Teapot Mix (remix: Egill S, Valgeir Sigurdsson)                                    | 3:18 |
| 14.     | Fireworks Organ                                                                              | 0:43 |
| 15.     | New Year #1                                                                                  | 2:21 |
| 16.     | New Year #1 Remixed By BangGang (remix: BangGang, Ivar Bongo)                                | 3:32 |
| 17.     | New Year #2                                                                                  | 0:50 |
| 18.     | Glacier Memory                                                                               | 1:59 |
| 19.     | Morning Beer                                                                                 | 0:55 |
| 20.     | University                                                                                   | 1:38 |
| 21.     | Dream Scene                                                                                  | 1:03 |
| 22.     | Stereo Blasting (Lola)                                                                       | 0:19 |
| 23.     | Out Of Church                                                                                | 1:25 |
| 24.     | Man's World                                                                                  | 0:31 |
| 25.     | Bar Fight                                                                                    | 1:06 |
| 26.     | Bar Fight Remixed By Mínus (remix: Finn B, Mínus)                                            | 3:05 |
| 27.     | Big Party                                                                                    | 2:40 |
| 28.     | Glacier                                                                                      | 4:04 |
| 29.     | Dub Lola                                                                                     | 3:05 |
| 30.     | Reykjavík2k By GusGus (mix: Ivar Bongo, vokál: Samúel Jón Samúelsson, író és előadó: GusGus) | 5:15 |
| 1:10:26 |                                                                                              |      |

## Fogadtatás
A filmet világszerte pozitívan fogadták, a Metacritic 15 kritikára alapozva 68 pontot adott a 100-ból. Az izlandi Morgunblaðið kritikusa szerint a film egy gyors ütemű, könnyed alkotás, ami gondosan lett megvalósítva, és messze az átlagon felül eljátszva. A kritikusok megjegyezték, hogy a film stílusjegyeiben hasonlít egy Pedro Almodóvar-vígjátékhoz, amiben Victoria Abril sokat játszott korábban. Dicsérték a színészek alakítását és a film szokatlan humorát, ami a súlyos témaválasztást ellensúlyozza.

### Hatása

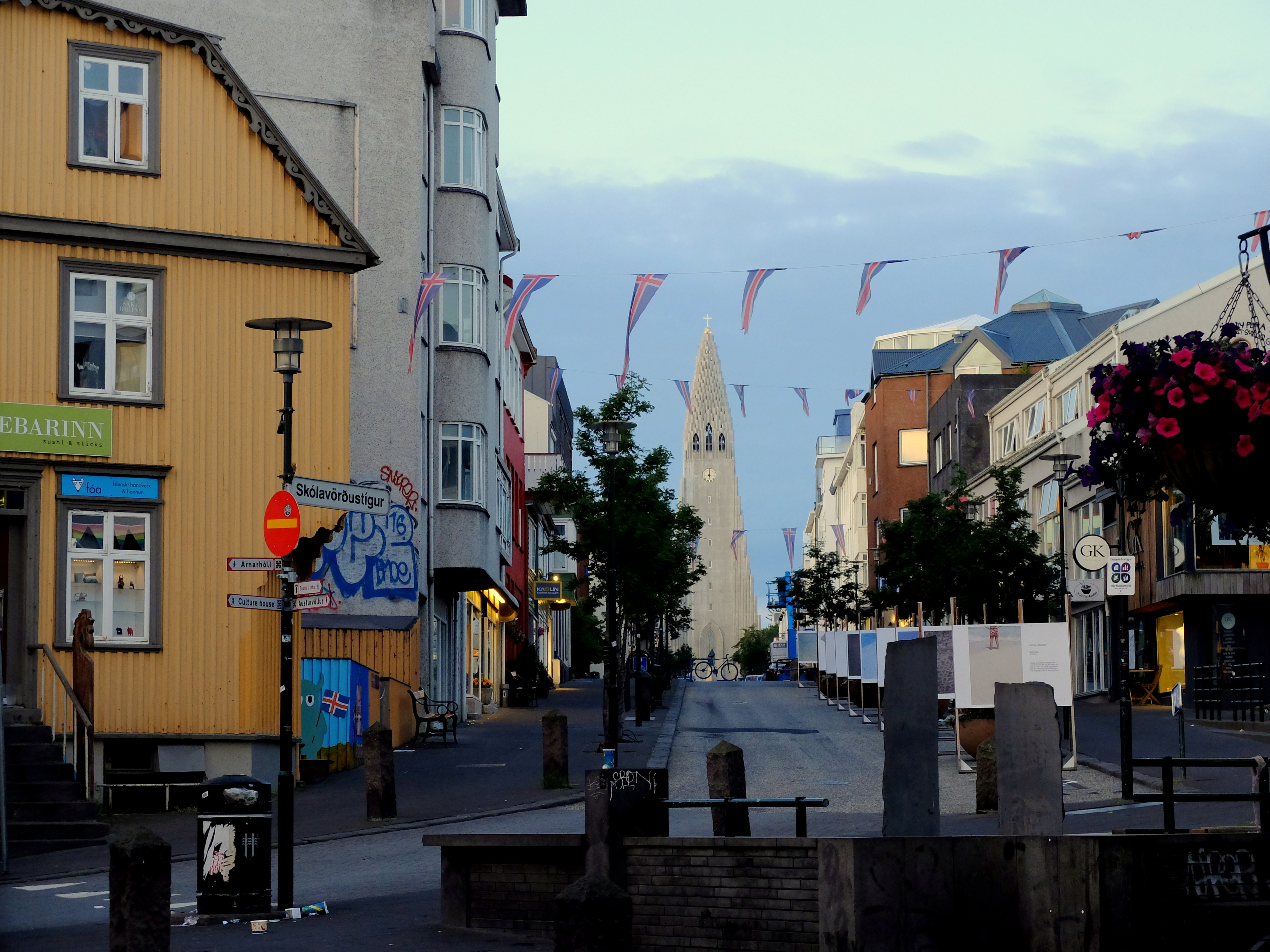
Reykjavík belvárosa, háttérben a Hallgrímskirkja

A 2000-ben beinduló izlandi turizmus növekedését a külföldiek megítélését Reykjavíkról pozitív módon befolyásoló, világszerte is elismert izlandi kulturális termékekkel magyarázzák. Közöttük nagy szerepet játszott a film, ami a rendező szerint nem is az akkor már bevált turisztikai látványosságokat mutatta be, mint a vidéki izlandi tájat, hanem a még nem felkapott reykjavíki városi életet.

## Díjak és jelölések
| Év   | Filmfesztivál                                     | Díj                                          | Jelölt                  | Eredmény |
| ---- | ------------------------------------------------- | -------------------------------------------- | ----------------------- | -------- |
| 2000 | Torontói Nemzetközi Filmfesztivál                 | Felfedezett szekció                          | Baltasar Kormákur       | Elnyerte |
| 2000 | Szaloniki Nemzetközi Filmfesztivál                | FIPRESCI-díj: Parallel Sections              | Baltasar Kormákur       | Elnyerte |
| 2000 | Lübecki Északi Filmnapok                          | Ökumenikus zsűri díja                        | Baltasar Kormákur       | Elnyerte |
| 2000 | Locarnói Nemzetközi Filmfesztivál                 | Zsűri különdíja                              | Baltasar Kormákur       | Elnyerte |
| 2000 | Locarnói Nemzetközi Filmfesztivál                 | Arany Leopárd                                | Baltasar Kormákur       | Jelölés  |
| 2000 | Edda-díj                                          | Szakmai kategória: forgatókönyv              | Baltasar Kormákur       | Elnyerte |
| 2000 | Edda-díj                                          | Szakmai kategória: hang                      | Kjartan Kjartansson     | Elnyerte |
| 2000 | Edda-díj                                          | Az év színésze                               | Hilmir Snær Guðnason    | Jelölés  |
| 2000 | Edda-díj                                          | Az év színésznője                            | Hanna María Karlsdóttir | Jelölés  |
| 2000 | Edda-díj                                          | Az év színésznője                            | Victoria Abril          | Jelölés  |
| 2000 | Edda-díj                                          | Legjobb film                                 | A film                  | Jelölés  |
| 2000 | Edda-díj                                          | Az év rendezője                              | Baltasar Kormákur       | Jelölés  |
| 2000 | Európai Filmdíj                                   | Legjobb európai felfedezett – Fassbinder-díj | Baltasar Kormákur       | Jelölés  |
| 2000 | Chicagói Nemzetközi Filmfesztivál                 | Gold Hugo-díj                                | Baltasar Kormákur       | Jelölés  |
| 2000 | Camerimage                                        | Arany Béka-díj                               | Peter Steuger           | Jelölés  |
| 2001 | Pulai Filmfesztivál                               | Arany Aréna: legjobb film                    | Baltasar Kormákur       | Elnyerte |
| 2001 | Tbiliszi Nemzetközi Filmfesztivál                 | Grúz filmkészítők egyesületének díja         | Baltasar Kormákur       | Elnyerte |
| 2001 | Roueni Skandináv Filmfesztivál                    | Zsűri különdíja                              | A film                  | Elnyerte |
| 2001 | Bogotai Filmfesztivál                             | Arany Prekolumbián Kör-díj                   | Baltasar Kormákur       | Jelölés  |
| 2001 | Buenos Aires-i Nemzetközi Független Filmfesztivál | Legjobb film                                 | Baltasar Kormákur       | Jelölés  |